# トカイニド
トカイニド(Tocainide)は、Ib群の抗不整脈薬である。アメリカ合衆国では、もはや売られていない。

## 薬物動態
トカイニドは、リドカインのアナログで、すぐには代謝されない。2つのエナンチオマーがあり、R異性体はS異性体よりも4倍強い。経口での生物学的利用能は、0.9から1.0である。血液中のトカイニドには、10から20%のタンパク質が結合している。体積あたりの分布は、2.5-3.5 L/kgである。30から50%は、そのまま尿から排出される。無腎や腎臓障害の患者は、活性型のR異性体の方がより早く消失する。主要な代謝物質は、グルクロニドトカイニドカルバミン酸である。グルクロノシルトランスフェラーゼは、リファンピンにより誘導される。弱いCyp1A2阻害作用により、テオフィリンといくらかの相互作用を行う。

## 合成

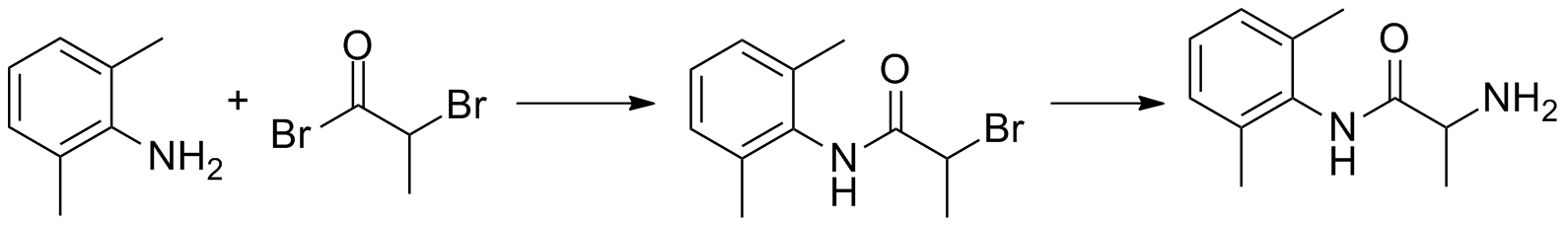
トカイニドの合成: